# Танатар (Туркестанская область)
Танатар (каз. Таңатар, до 199? г. — Мынбулак) — село в Байдибекском районе Туркестанской области Казахстана. Входит в состав Алгабасского сельского округа. Код КАТО — 513637300.

## Население
В 1999 году население села составляло 751 человек (386 мужчин и 365 женщин). По данным переписи 2009 года, в селе проживали 893 человека (453 мужчины и 440 женщин).